# Вольфрамат меди(II)
Вольфрамат меди(II) — неорганическое соединение,
соль меди и вольфрамовой кислоты с формулой CuWO4,
жёлто-коричневые кристаллы,
не растворяется в воде,
образует кристаллогидраты — зеленые кристаллы.

## Получение
- Спекание стехиометрических количеств оксидов меди и вольфрама:

{\displaystyle {\mathsf {CuO+WO_{3}\ {\xrightarrow {800^{o}C}}\ CuWO_{4}}}}
- Обменными реакциями

{\displaystyle {\mathsf {Na_{2}WO_{4}+CuCl_{2}\rightarrow CuWO_{4}\downarrow +2NaCl}}}

## Физические свойства
Вольфрамат меди(II) образует жёлто-коричневые кристаллы
триклинной сингонии,
пространственная группа P 1,
параметры ячейки a = 0,47026 нм, b = 0,58389 нм, c = 0,48784 нм, α = 91,788°, β = 92,469°, γ = 82,805°, Z = 2
.
Не растворяется в воде.
Образует кристаллогидрат состава CuWO4•2H2O.

## См.также
Вольфрамовая кислота